# Paso Ilama
Paso Ilama är en ort i Mexiko.   Den ligger i kommunen Paso del Macho och delstaten Veracruz, i den sydöstra delen av landet, 270 km öster om huvudstaden Mexico City. Paso Ilama ligger 380 meter över havet och antalet invånare är 216.
Terrängen runt Paso Ilama är lite kuperad. Runt Paso Ilama är det ganska glesbefolkat, med 45 invånare per kvadratkilometer. Närmaste större samhälle är Paso del Macho, 8,6 km väster om Paso Ilama. Omgivningarna runt Paso Ilama är en mosaik av jordbruksmark och naturlig växtlighet.